# إيغيل إيمولا
إيغيل إيمولا قرية من قرى بلدية تيزي نثلاثة داخل دائرة واضية في ولاية تيزي وزو.

## بيان أول نوفمبر 1954م
تم اختيار الحركة الوطنية الجزائرية لقرية «إيغيل إيمولا» من أجل سحب «بيان أول نوفمبر 1954م» الذي كتبه الصحفي محمد العيشاوي ·  · .
فلقد أرسل كريم بلقاسم مسودة «بيان أول نوفمبر 1954م»، التي تم رقنها ليلا في قصبة الجزائر داخل محل الخياط سعيد كشيدة، إلى قرية «إيغيل إيمولا» ليتم سحبها من طرف «علي زعموم» قبل تسليمها إلى أعمر أوعمران من أجل نقلها وتوزيعها عبر كل ربوع الجزائر قبل اندلاع ثورة التحرير الوطني · .

## التصنيف الثقافي
تم في عام 2014م الشروع داخل محمية إيغيل إيمولا في تصنيف البيتين الذين احتضنا رقن وسحب «بيان أول نوفمبر 1954م» في «قرية إيغيل إيمولا» ضمن الموروث الثقافي المحمي في الجزائر · .
وحسب الأمرية الوزارية المؤرخة بتاريخ 21 جانفي 2015م، فإن هذين البيتين الذين احتضنا طبع هذا البيان التاريخي قد تم إدراجهما من طرف «وزارة الثقافة» ضمن «المحميات الوطنية الجزائرية» · .

## الموقع
تقع «قرية إيغيل إيمولا» في ولاية تيزي وزو، غير بعيد عن ولاية بومرداس، ويجري قربها وادي سيباو.
وهذا الموقع الرائع يبعد بمسافة 17 كلم جنوب مدينة تيزي وزو ويقابل الحديقة الوطنية جرجرة.
تقع «قرية إيغيل إيمولا» على بُعد مستقيم قدره 38 كلم إلى الجنوب من البحر الأبيض المتوسط، وعلى بُعد مستقيم قدره 47 كلم إلى الغرب من بحيرة أكفادو.
وتقع هذه القرية في بلدية تيزي نثلاثة ضمن دائرة واضية.

## شخصيات
- محند أكلي بن شعبان
- رابح إيدير
- أعمر بن رمضاني
- علي زعموم
- محمد زعموم

### مقالات إضافية
- وزارة الداخلية والجماعات المحلية الجزائرية
- ولاية تيزي وزو
- منطقة القبائل

### فيديوهات
- فيديو ترحيبي في إيغيل إيمولا على يوتيوب
- بيان أول نوفمبر 1954م في إيغيل إيمولا على يوتيوب
- المجاهدة زهرة ظريف بيطاط في زيارة إلى إيغيل إيمولا على يوتيوب
- مناظر طبيعية في إيغيل إيمولا على يوتيوب
- الفخار في إيغيل إيمولا على يوتيوب
- صور طبيعية في إيغيل إيمولا على يوتيوب

### وصلات خارجية
- الموقع الرسمي لوزارة الداخلية والجماعات المحلية بالجزائر
- الموقع الرسمي لولاية تيزي وزو

### قرى في ولاية تيزي وزو
- قرية تيقمونين
- قرية بوعبد الرحمن
- قرية إيغيل بوشن
- قرية إيغيل بوماس